# It's Gonna Rain
It's Gonna Rain est une des premières œuvres du compositeur américain Steve Reich écrite en 1965 et considérée comme l'une des pièces fondatrices et majeures du style de la musique de phase au sein de la musique minimaliste.

## Historique
Il s'agit de la première œuvre majeure de Steve Reich, qui consiste en un travail sur le phasing d'un enregistrement sur bande magnétique du prêche pentecôtiste d'un pasteur afro-américain, Brother Walter, en janvier 1965 sur Union Square à San Francisco,. La phrase « It's gonna rain » est issue de l'histoire de Noé et sera répétée en boucle durant les 17 minutes 30 secondes que dure l'œuvre, accompagnée de bruits divers (battement d'ailes de pigeon, bruit de la ville) de l'ambiance sonore du lieu.
It's Gonna Rain fut écrit à la même période que la collaboration de Reich avec Terry Riley pour l'exécution de In C. L'influence des travaux de Riley sur l'écriture de Reich est indirecte dans la forme mais malgré tout très présente dans la pensée de composition, notamment avec le principe de répétition. De manière intéressante Steve Reich jusqu'au concert du 14 janvier 1968 a intitulé cette pièce It's Gonna Rain, or meet Brother Walter in Union Square after listening to Terry Riley.
Cette œuvre fondatrice est toutefois partiellement issue du fruit du hasard. En effet, Steve Reich disposait de l'enregistrement sur deux magnétophones Wollensak de mauvaise qualité, et avait initialement l'intention de faire jouer les magnétophones de manière décalée, l'un sur « It's gonna », l'autre sur « rain ». Au lieu de cela, les magnétophones ont démarré à l'unisson, mais ont rapidement perdu leur synchronicité créant un déphasage d'un enregistrement par rapport à l'autre que Steve Reich exploitera au niveau des harmonies nouvelles créées, ainsi qu'en jouant sur le phasage et rephasage de la phrase au cours du temps. Cette technique sera également utilisée volontairement cette fois-ci pour sa composition suivante Come Out en 1966.
Ces travaux précurseurs de Reich sur la musique de phase, entre 1965 et 1970, influenceront de nombreux musiciens classiques ou non tels que Philip Glass et Brian Eno.

## Structure
L'œuvre est composée de deux mouvements :
1. Part I - 8 min 03 s
2. Part II - 9 min 47 s

Son exécution dure précisément 17 minutes 50 secondes.

## Enregistrements
- Steve Reich 1965-1995, Nonesuch Records en 1997.